# Малоротая макропинна
Малоро́тая макропи́нна, или бочкогла́з (лат. Macropinna microstoma) — вид глубоководных лучепёрых рыб, единственный представитель рода макропинн из семейства опистопроктовых (Opisthoproctidae). У них прозрачная голова, сквозь которую они могут видеть своими трубчатыми глазами. Голова, сквозь которую рыба следит за добычей, помогает защитить глаза.
Открытие и первичное описание вида были сделаны в 1939 году Уилбертом Чепменом, но первые фотографии живой рыбы были получены лишь в 2004 году. Обитает на весьма большой глубине, поэтому мало изучена. В частности, не совсем понятным был принцип зрения рыбы. Полагалось, что она должна испытывать очень большие трудности ввиду того, что она видит только вверх. Только в 2009 году было полностью изучено строение глаза данной рыбы. По всей видимости, при попытках изучить её ранее рыба просто не переносила изменения давления.

## Анатомия
Macropіnna mіcrostoma — сравнительно небольшая рыба, самые крупные известные экземпляры достигали около 15 сантиметров в длину. Тело покрыто большой темной чешуёй, плавники большие, широкие и округленные. Для данного вида характерны длинный кишечник с многочисленными слепыми выростами, широкая глотка и узкий рот, что является главным ограничением размера добычи, пригодной для поедания.
Наиболее примечательной особенностью данного вида является прозрачная куполовидная оболочка, которая укрывает её голову сверху и по бокам, и большие, обычно направленные вверх, глаза цилиндрической формы, которые находятся под этой оболочкой. Плотная и эластичная покрывающая оболочка прикреплена к чешуе спины и боков сзади, а по бокам — к широким и прозрачным окологлазным костям, которые обеспечивают защиту органов зрения. Эта покрывающая структура обычно теряется (или, по меньшей мере, очень сильно повреждается) при подъёме рыб на поверхность в тралах и сетях, поэтому до последнего времени о её существовании не было известно.
Под покрывающей оболочкой находится заполненная прозрачной жидкостью камера, в которой, собственно, и находятся глаза рыбы; глаза у живых рыб окрашены в ярко-зелёный цвет. Глаза разделены тонкой костяной перегородкой, которая, продлеваясь назад, расширяется и вмещает головной мозг. Впереди каждого глаза, но позади рта, находится большой округлый карман, который содержит обонятельную рецепторную розетку. То есть то, что на первый взгляд на фотографиях живой рыбы кажется глазами, на самом деле является обонятельным органом.
Зелёный цвет глаз этой рыбы вызван наличием в них специфического жёлтого пигмента. Считают, что этот пигмент обеспечивает специальную фильтрацию света, поступающего сверху, и снижает его яркость, что позволяет рыбе различить биолюминесценцию потенциальной добычи.

## Ареал и среда обитания
Macropіnna mіcrostoma распространена в субарктических и умеренных водах северной части Тихого океана: возле берегов северной Японии, Курильских островов, в Беринговом море, возле западного побережья Канады и США, на юг к Калифорнийскому заливу (Мексика).
По вертикали данный вид встречается на глубинах от 500 до 800 метров, при этом самые крупные экземпляры вылавливаются на большей глубине.

## Поведение
Рыбы в обычной среде обитания обычно неподвижны или медленно передвигаются в горизонтальном положении. Все плавники при этом полностью расправлены; грудные плавники ориентированы горизонтально, а брюшные — наклонены вниз под углом приблизительно 30°. За счёт больших раскрытых плавников рыба достигает стабилизированного положения в толще воды. Когда рыба двигается, все плавники остаются полностью расправленными, а движение обеспечивается хвостовым плавником. В случае опасности рыба прижимает к телу грудные и брюшные плавники, и делает резкие рывки биениями хвоста. Благодаря особому строению глазной мускулатуры эти рыбы способны перемещать свои цилиндрические глаза из вертикального положения, в котором они обычно находятся, в горизонтальное, когда они направлены вперед. В этом случае рот оказывается в поле зрения, что предоставляет возможность захватить добычу.
Такие особенности зрительного аппарата делают возможным два принципиальных подхода к поиску пищи. Во-первых, рыба способна, находясь в горизонтальном положении, с глазами, направленными вверх, замечать потенциальную добычу над собой. Когда рыба перемещает тело вверх (ртом к добыче, чтобы схватить её), глаза перемещаются вперед, оставляя добычу в поле зрения. Во-вторых, при неизменном горизонтальном положении тела рыба способна следить за потенциальными объектами питания, которые спускаются сверху, перемещая глаза. При попадании пищевого объекта на уровень рта рыба хватает его.

## Питание
В пищеварительной системе рыб данного вида находили зоопланктон разных размеров, включая мелких книдарий и ракообразных, а также щупальца сифонофор вместе с книдоцитами. Учитывая то, что зоопланктон в большом количестве накапливается на щупальцах сифонофор, где его могут добывать глубоководные рыбы, а также то, что в пищеварительной системе Macropіnna mіcrostoma встречаются остатки книдарий, можно прийти к выводу, что имеющаяся у этого вида сплошная прозрачная оболочка над глазами эволюционно возникла как способ защиты от книдоцитов книдарий (особенно сифонофор).